# Museu d'Història d'Armènia
El Museu d'Història d'Armènia se situa a la plaça de la República d'Erevan, capital d'Armènia. Fundat el 1919, es troba al mateix edifici que la Galeria Nacional d'Armènia.
Els seus fons arqueològics, etnogràfics, numismàtics i documentals apleguen unes 400.000 peces. És un dels principals museus armenis.

## Història
L'any 1918 es fundà la Primera República d'Armènia a les terres al peu de la muntanya Ararat i als voltants de l'Aragats. De llavors ençà, els armenis exiliats d'arreu del món van arribar al seu país i Erevan tingué aviat un Teatre Nacional i una Escola de Teatre, un Conservatori Nacional de Música d'Armènia (1919 ), així com una universitat (1920) i altres centres educatius. El Museu Biblioteca d'Etnografia i Antropologia es va establir el 1919, a partir de les col·leccions de la Societat Etnogràfica Armènia del Caucas (transferit de Tiflis), el Museu d'Antiguitats de Nor Nakhichevan, el Museu d'Antiguitats d'Ani (les exposicions del qual es van traslladar a Erevan el 1918) i el Dipòsit de Manuscrits Antics d'Edjmiatsín.
Després de la sovietització del país i sota la República Socialista Soviètica Armènia, esdevingué Museu Nacional Central d'Armènia el 1922, després Museu de Cultura i Història el 1931, abans de dividir-se el 1935 i esdevenir Museu d'Història. D'aquesta escissió van sorgir el Museu d'Art de la RSS d'Armènia (l'actual Galeria Nacional d'Armènia) i el Museu de Literatura (l'actual Museu d'Art i Literatura de Charents). Fou fundat com a Museu Nacional d'Història d'Armènia el 1962, i va traslladar part de les col·leccions al nou Museu Nacional d'Etnografia el 1978.
El Museu va rebre el nom actual l'any 2003, després que el país recuperàs la independència, i va reorganitzar i millorar les seues col·leccions.

## Ubicació

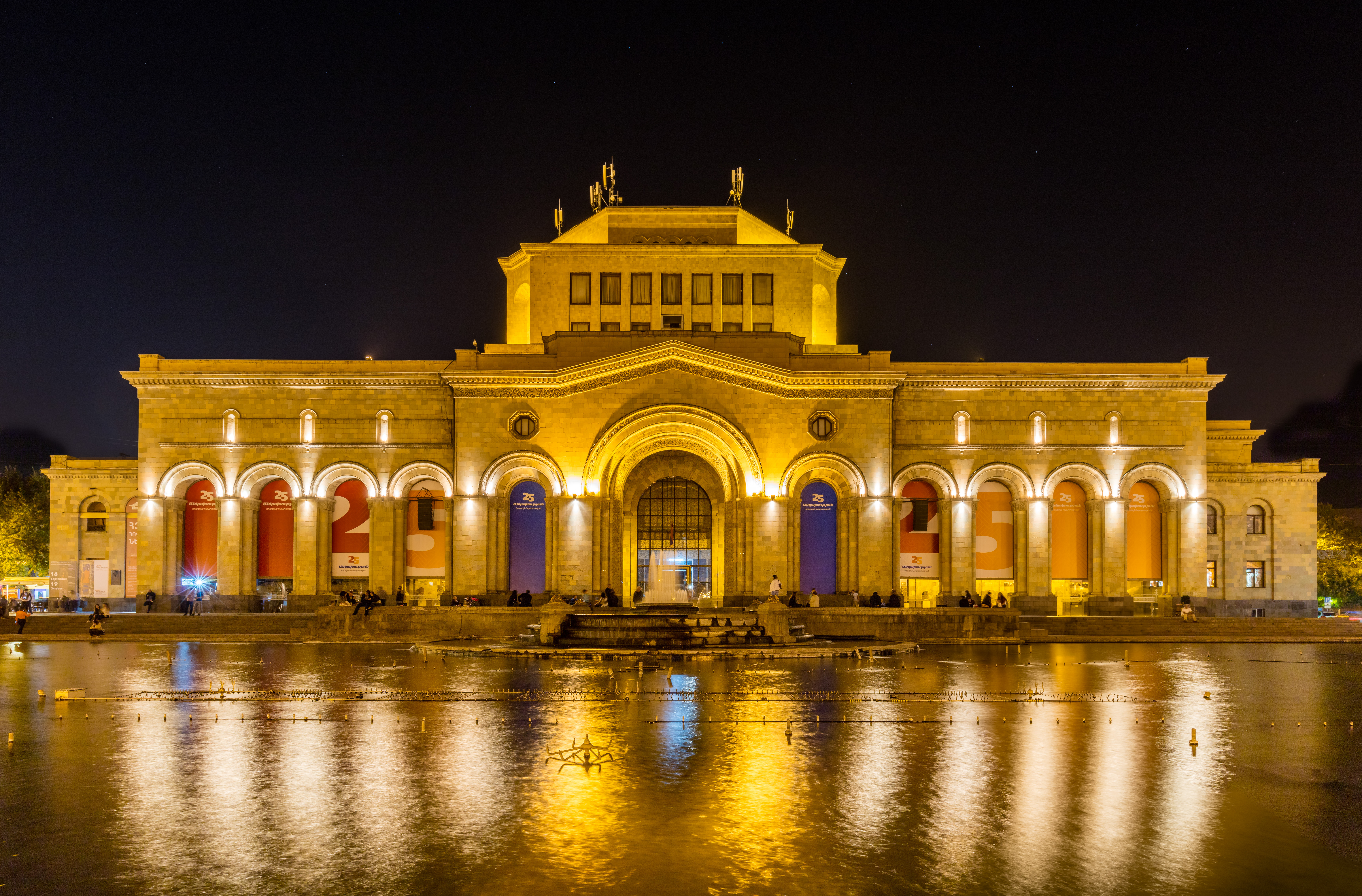
El museu a la nit. Octubre del 2016

El Museu és a la plaça de la República a la capital armènia, Erevan. Ocupa els dos primers pisos de l'edifici que també acull la Galeria Nacional d'Armènia.
Com molts edificis erigits a començament del segle XX per transformar Erevan en la capital d'una república soviètica digna dels governants de Moscou, l'arquitectura d'aquest edifici respecta l'estil neoclàssic imposat per Alexandre Tamanian. El gran edifici amb façanes negres originals es troba a la nova plaça de la República. L'any 1978, el tuf negre dels dos primers pisos fou substituït per pedra blanca i, alhora, s'hi va afegir una nova secció expositiva de vuit pisos, fent encara més massís l'edifici.

## Col·leccions

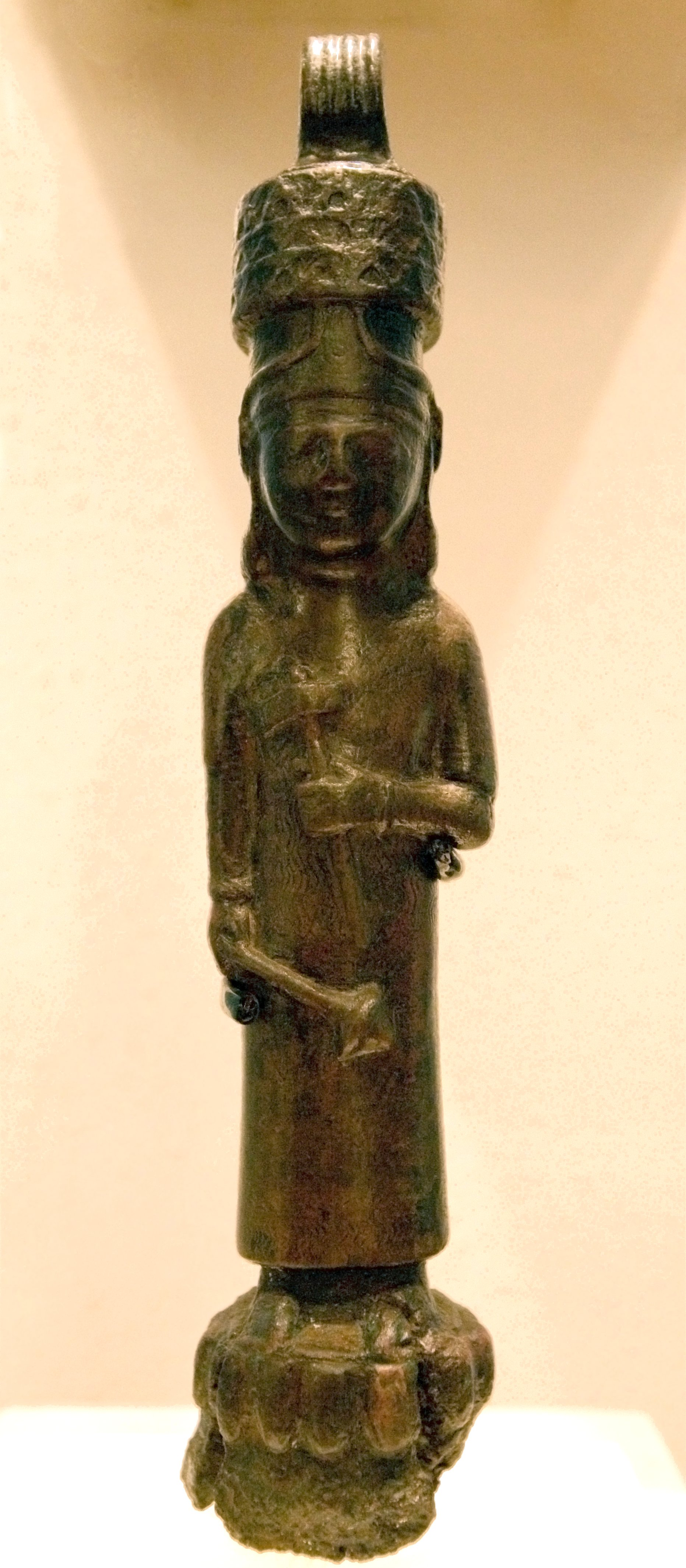
Estatueta del déu Teisheba, bronze, s. VIII o VIII ae

El Museu conté unes 400.000 peces (provinents de descobriments, compres o donacions) dividides en quatre grans col·leccions:
- la col·lecció arqueològica (35% de les peces) s'estén des del Paleolític fins a l'edat mitjana, incloent-hi els períodes urartià i hel·lenístic;[8]
- la col·lecció numismàtica (45% de les peces) aplega moltes peces d'orígens variats que es remunten al segle V ae, bitllets de banc, segells i medalles;[9]
- la col·lecció etnogràfica (8% de les peces) inclou tèxtils (sobretot catifes armènies), peces de metall, fusta i terrissa, armes i documents etnogràfics;[10]
- el fons documental (12% de les peces) es compon principalment de negatius.[11]

## Estatut
El museu és una organització governamental no comercial dependent del Ministeri de Cultura. Està finançat per l'estat, propietari de les col·leccions i de l'edifici les acull.
Inclou cinc departaments:
- arqueologia;[14]
- numismàtica;[15]
- etnografia;[16]
- història moderna;[17]
- restauració.[18]